# 深く静かに潜航せよ
『深く静かに潜航せよ』（ふかくしずかにせんこうせよ、原題: Run Silent, Run Deep）は、1958年製作のアメリカ合衆国の戦争映画。
太平洋戦争中のアメリカ海軍の潜水艦の乗組員たちが、日本軍を相手に戦うというストーリーで、エドワード・L・ビーチ（Edward L. Beach, Jr.）海軍大佐の実体験を基に制作された。
ロバート・ワイズ監督、クラーク・ゲーブル、バート・ランカスターらが出演。

## あらすじ
太平洋戦争中、豊後水道での作戦で日本海軍に自分の潜水艦をやられたため、任務を外されていたアメリカ海軍のリチャードソン中佐は、艦長が重傷を負って帰投した潜水艦ナーカ号の指揮を命ぜられた。リチャードソンの心は自分の艦と部下の仇をうち、復讐することに凝り固まっていた。
一方、副長のブレッドソーは部下の信頼も厚く、後任の艦長は自分であると信じていただけに心おさまらず、中佐の家にのりこんだが、中佐やその妻ローラの落ち着いた態度にうたれ、中佐に艦を任せ、絶対服従する事を決意する。
修理が完了したナーカ号は出航。中佐は部下に豊後水道を避けると言明したが、秘かに部下のミュラーとその水路図を研究し、「豊後ピート」とあだ名される宿敵が操る日本海軍の駆逐艦「秋風」のモデルを使って、報復の計画を練っていた。
そしてある日、ナーカ号は日本海軍の潜水艦と邂逅したが、リチャードソンは戦おうとしなかった。ブレッドソーはその態度と予定の航路前進を命ずる中佐を見て、中佐の目的地が豊後水道であることを悟った。
遂にナーカ号は「秋風」と対峙する事になり、リチャードソンに復讐の機会が訪れる。

## キャスト
| 役名                 | 俳優                 | 日本語吹替 |
| -------------------- | -------------------- | ---------- |
| P・J・リチャードソン | クラーク・ゲーブル   | 納谷悟朗   |
| ジム・ブレッドソー   | バート・ランカスター | 久松保夫   |
| クラウト・ミュラー   | ジャック・ウォーデン |            |
| カートライト         | ブラッド・デクスター |            |
| ルビー               | ドン・リックルズ     |            |
| ルッソ               | ニック・クラヴァット |            |
| 日本軍潜水艦艦長     | 島田テル             |            |

日本語吹替:初回放送 1968年10月5日 NET「土曜映画劇場」※第一回放送作品

## 備考
劇中に登場する潜水艦ナーカ号は、実在するアメリカ海軍の潜水艦「ナーカ」の名を拝借したものである。ただし、実際のナーカは途中で建造中止となり、実戦配備される事はなかった。